# Neoaliturus guttulatus
Neoaliturus guttulatus är en insektsart som beskrevs av Carl Ludwig Kirschbaum 1868. Neoaliturus guttulatus ingår i släktet Neoaliturus och familjen dvärgstritar. Inga underarter finns listade i Catalogue of Life.